# ラスト・オブ・タイムロード
「ラスト・オブ・タイムロード」（原題: "Last of the Time Lords"）は、イギリスのSFドラマ『ドクター・フー』第3シリーズ最終話。2007年6月30日に BBC One で初めて放送された。「ユートピア」と「鳴り響くドラム」から続く三部作の最終章である。
日本では2012年3月18日に LaLa TV で初めて放送された。Hulu では別邦題「タイムロードの最期」で配信されている。
本作の舞台は「鳴り響くドラム」の出来事から1年後の地球である。地球を征服したタイムトラベラーの異星人マスターは地球人を奴隷化し、残る宇宙をも征服するため戦争の用意をする。医学生のマーサ・ジョーンズはマスターを止めるべく、1年をかけて地球を旅する。

## 連続性
エピソードのコメンタリーによると脚本家ラッセル・T・デイヴィス曰く、ジャックのあだ名（フェイス・オブ・ボー）の暗示はフェイス・オブ・ボーの起源の"仮説"であり、エグゼクティブ・プロデューサーのジュリー・ガードナーは2人の登場人物を同一人物にしてしまうことに反対したという。デイヴィスは、「大渋滞」でフェイス・オブ・ボーがドクターのことを古い友人と呼び、ドクターと彼の強い繋がりが示唆されていることに言及した。またデイヴィスはマスターの指輪を遺灰から回収する手を冗談めかしてラニの手であると口にした。この手はマスターの再登場の可能性を残すために登場した。「時の終わり」（2009年）のパート1で、手の正体はハロルド・サクソンの部下トレフシスであることが明かされた。
マスターはシーデビル（3代目ドクターとマスターが1972年の The Sea Devils で遭遇）やアクソス（1971年の The Claws of Axos で遭遇）に言及した。地球は太陽系第三惑星の意で Sol 3 と呼ばれ、これは The Deadly Assasin（1976年）でも用いられた呼び名である。マスターのレーザー・スクリュードライバーは同型コントロールの機能を持つと言われ、これは「火星のピラミッド」（1975年）でドクターがターディスに適用したものである。「スミスとジョーンズ」、「ユートピア」、「鳴り響くドラム」のクリップ映像が本作で使用されている。
マーサはUNITとトーチウッドがタイムロードを数十年間研究してきたと言及した。トーチウッドは「女王と狼男」でドクターを追うという特命の下に設立された一方、UNITは20世紀の間ドクターを勤務させていた。ドクターがUNITに在職していた間、クラシックシリーズの第8シーズンはその全てがマスターを中心に展開され、The Dæmons（1971年）でUNITが彼を確保して決着した。2007年のチルドレン・イン・ニードのミニエピソード "Time Crash" は本作の最後の数分間を舞台とするエピソードである。New Series Adventures の小説 The Story of Martha では1年間地球上を歩いたマーサの旅が記録されている。第4シリーズのエピソード「侵略前夜」ではマーサは「ラスト・オブ・タイムロード」で行動を共にしていた小児科医トーマス・ミリガンと婚約していたが、「時の終わり」ではミッキー・スミスと結婚していた。

### 他作品との繋がり
マスターは老化したドクターの外見をJ・R・R・トールキンの小説『指輪物語』の登場人物ガンダルフになぞらえた。
マスターの放送を受信するためにテレビを修理していたドカティ教授はチャンネル4の『カウントダウン』を見たかったと発言したほか、2005年に死去した司会者リチャード・ホワイテリーの後を継いだデス・ライナムとデス・オコナーに言及した。
コンピュータを操作してトクラフェインの蓄積データにアクセスしている最中にドカティ教授は「ビル・ゲイツが恋しくなると思ったことが？」と述べた。

## 制作と広報
「ラスト・オブ・タイムロード」と「ユートピア」および「鳴り響くドラム」は複数の情報源で『ドクター・フー』新シリーズ初の三部作として扱われている。ラッセル・T・デイヴィスは「ユートピア」を分かれた物語として認識していると述べたが、この決定は恣意的であるともコメントした。「ラスト・オブ・タイムロード」の原題 "Last of the Time Lords" は、1987年から1994年まで制作が進んでいた『ドクター・フー』劇場版エピソードのある段階でのサブタイトルでもあった。
本作はトラファルガー広場のプライド・イン・ロンドンに参加する観客を対象に巨大スクリーンを使って放送される予定であったが、前日のテロ未遂事件により夜間外出禁止令が下り、スクリーン上映は不可能は中止された。イベントにはフリーマ・アジェマンとジョン・バロウマンが出席した。
エピソードの詳細を秘密のままにしておくため、本作のプレビューコピーへのアクセスは制限された。同様のコピーへの禁止令は前年の「永遠の別れ」にも適用されており、翌年の第4シリーズのフィナーレ「旅の終わり」にも使用された。本作の放送には以前の「ダーレク・イン・マンハッタン」と同様に50分の枠が与えられた。
本作の冒頭でマスターがヴァリアントのブリッジに入る際にシザー・シスターズの "I Can't Decide" が流れた。マスターはこれを "track 3" と呼んでおり、これはシザー・シスターズのセカンドアルバム Ta-Dah での位置である。本作には2パターンのオーディオコメンタリーが収録されており、1つはラッセル・T・デイヴィスとジュリー・ガードナーおよびフィル・コリンソンによるもので、イギリスでの初放送と同時のポッドキャスト放送向けであった。もう1つはデイヴィッド・テナントとフリーマ・アジェマンおよびジョン・バロウマンによるもので、イギリス国内で第3シリーズボックスセットととして発売された際にDVDに収録された。リージョン1（北アメリカ）のDVDでは俳優のコメンタリーは先のポッドキャスト版に差し替えられているが、制作のエラーによりブックレットには差し替えのことが記されていない。なおブックレットではテナントの名前も省略されている。

## 放送と反応
「ラスト・オブ・タイムロード」の当夜の視聴者数は800万人で、番組視聴占拠率は39%を記録した。最終的に算出された視聴者数は861万人であった。

### 批評家の反応
ガーディアンのブログでスティーヴン・ブルックは本作を「確かに雄大な結末だ……だが、満足できるものではない」と論評した。彼は本作があまりに雄大かつハイペースであると感じ、さらにドクターの復活のシーンでも熱くならなかったと述べた。SFX の批評家デイヴ・ゴールダーは本作に5つ星のうち3.5の星を与え、「物凄く面白く、素晴らしい演技と記憶に残るビジュアルでありながら、おそらく満足度の低い新シリーズ『ドクター・フー』のフィナーレ」と結論付けた。彼はマスター役のジョン・シムやフリーマ・アジェマンの演技および効果といった楽しむべきものがあるとした一方、ディストピアの世界をもっと探求したいと思い、結論として「伝えようとしているメッセージは理解できたが、幽霊のように階段を浮いて降りるテナントのショットは残念ながらパントマイムのようだった」と述べた。
IGNのトラヴィス・フィケットは「ラスト・オブ・タイムロード」を10点満点で8.4とし、三部作のフィナーレとしては弱かったと思いつつも見事なものがあったとし、特に終盤のドクターとマスターの対決やマーサの出発を称賛した。しかし彼は、ドクターが話の主軸になっていないことと、締め括りが論理的に曖昧であることは、本作の最大の失策であると考えた。The Stage のマーク・ライトは本作を「今までで最も乏しい『ドクター・フー』のシーズンフィナーレ」と呼び、プロットの大部分が眠気を誘うか理にかなっていないもので、馬鹿げていて実質を欠いたまま最後まで上演されたとした。彼はマーサと感動的なクライマックスを称賛した一方、ジャックについては致命的なほどに十分活用されていないとし、年老いたドクターの姿も批判した。スティーヴン・ジェームズ・ウォーカーは彼の著書 Third Dimension: The Unofficial and Unauthorised Guide to Doctor Who 2007 で本作を「暗く憂鬱である」と纏め、ドクターへのマスターの虐待や、マスターの地球支配をリセットしたこと、ならびにジャックが十分に活かされていないことを本作が抱える問題であるとした。

### ノミネート
「ラスト・オブ・タイムロード」は2008年視覚効果協会賞の2部門にノミネートされた。同じくノミネートされた作品には『プライミーバル』第1シリーズ「未知なる獣」や『GALACTICA/ギャラクティカ』、『HEROES』などがあった。

### レビュー
- The Stage
- OFF THE TELLY